# De Wijk van je Leven
De Wijk van je Leven is een nieuwbouwwijk in het dorp Puttershoek, gemeente Hoeksche Waard, provincie Zuid-Holland, Nederland. De wijk bestaat vooral uit woningen voor ouderen, mensen die kampen met psychiatrische problematiek, mensen met een verstandelijke beperking en aan de rand van de wijk (Eijckenhorst) is er plaats voor jonge gezinnen. Voorheen waren op deze locatie de Tennisvereniging Puttershoek en VV Puttershoek gevestigd.  

## Kunst in de Wijk van je Leven
In 2009 zijn in de wijk vier kunstwerken geplaatst, gemaakt door kunstenaars Annelys de Vet, Kateřina Šedá, Frank Bruggeman, Florian Göttke, en Ingrid Mol. Het werk “Een kleine geschiedenis van Puttershoek” van de Amsterdammer kunstenaar Florian Göttke bestaat uit acht bronzen objecten op stenen sokkel, die verschillende momenten uit de geschiedenis van Puttershoek herinneren en de bijzondere aspecten van de Hoeksche Waard benadrukken.

## Samenwerking
Het comité van De Wijk van je Leven werkt samen met de volgende organisaties:
- Zorgwaard
- HW Wonen
- Centrale Organisatie Kinderopvang Dordrecht en omstreken (COKD)
- Profila
- Hoekschewaards Landschap

## Straatnamen
In de wijk zijn de volgende straatnamen te vinden:
- Schaduwrijk
- Oogstlaan
- Maerten Bollesteeg
- Lentepad
- Zomerplein
- Schemering
- Winterplein
- en de oostzijde van de Eikenlaan
- Dageraad